# Chiesa di San Donnino (Valle Cannobina)
La chiesa di San Donnino Martire è la parrocchiale di Cavaglio, frazione del comune sparso di Valle Cannobina, in provincia del Verbano-Cusio-Ossola e diocesi di Novara; fa parte dell'unità pastorale di Cannobio.

## Storia

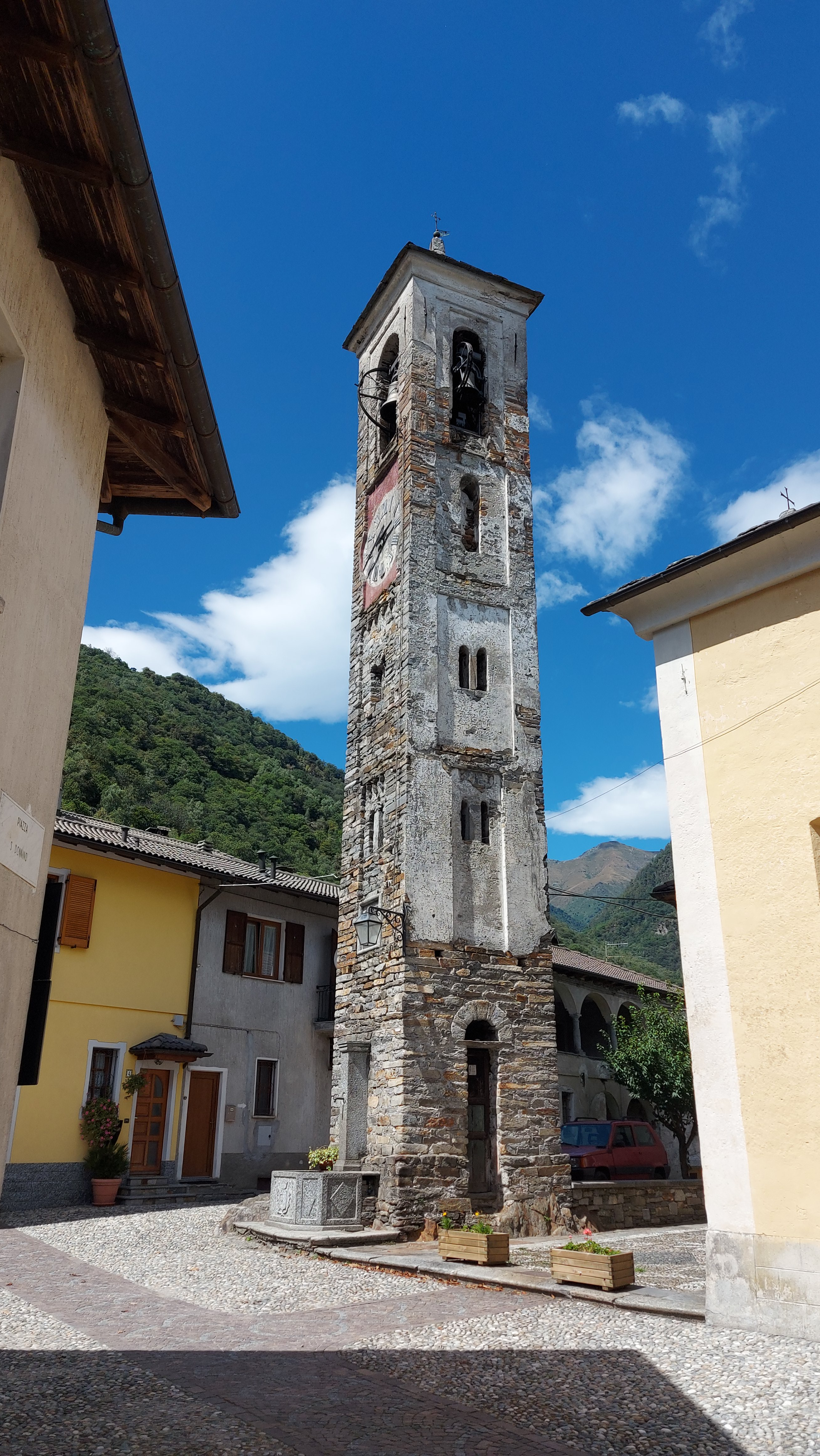
Il campanile

La chiesa di San Donnino di Cavaglio venne costruita nel Trecento; ampliata e rifatta nel 1473, venne consacrata nel 1517.
Nel 1574 l'arcivescovo di Milano Carlo Borromeo elevò a parrocchiale il luogo di culto, rendendolo autonomo rispetto alla pieve di San Vittore di Cannobio; la parrocchia cavagliese inizialmente comprendeva anche il paese di Gurrone, il quale però si affrancò nel 1619.

## Descrizione

### Esterno
La facciata a capanna della chiesa, rivolta a nordovest, è scandita da due lesene laterali e presenta centralmente il portale d'ingresso, sormontato da una tettoia, e sopra una finestra.
Ad alcuni metri dalla parrocchiale si erge il campanile a base quadrata, risalente ancora al complesso medievale, la cui cella presenta su ogni lato una monofora ed è coperta dal tetto a quattro falde.

### Interno
L'interno dell'edificio si compone di un'unica navata, sulla quale si affacciano le cappelle laterali introdotte da archi a tutto sesto e le cui pareti sono scandite da lesene sorreggenti la trabeazione sulla quale si imposta la volta; al termine dell'aula si sviluppa il presbiterio, rialzato di alcuni gradini, delimitato da balaustre e chiuso dall'abside.
L'opera di maggior pregio qui conservata è la pala avente come soggetto San Donnino Martire, eseguita da Amedeo Patrizi.